# Findling Bergen

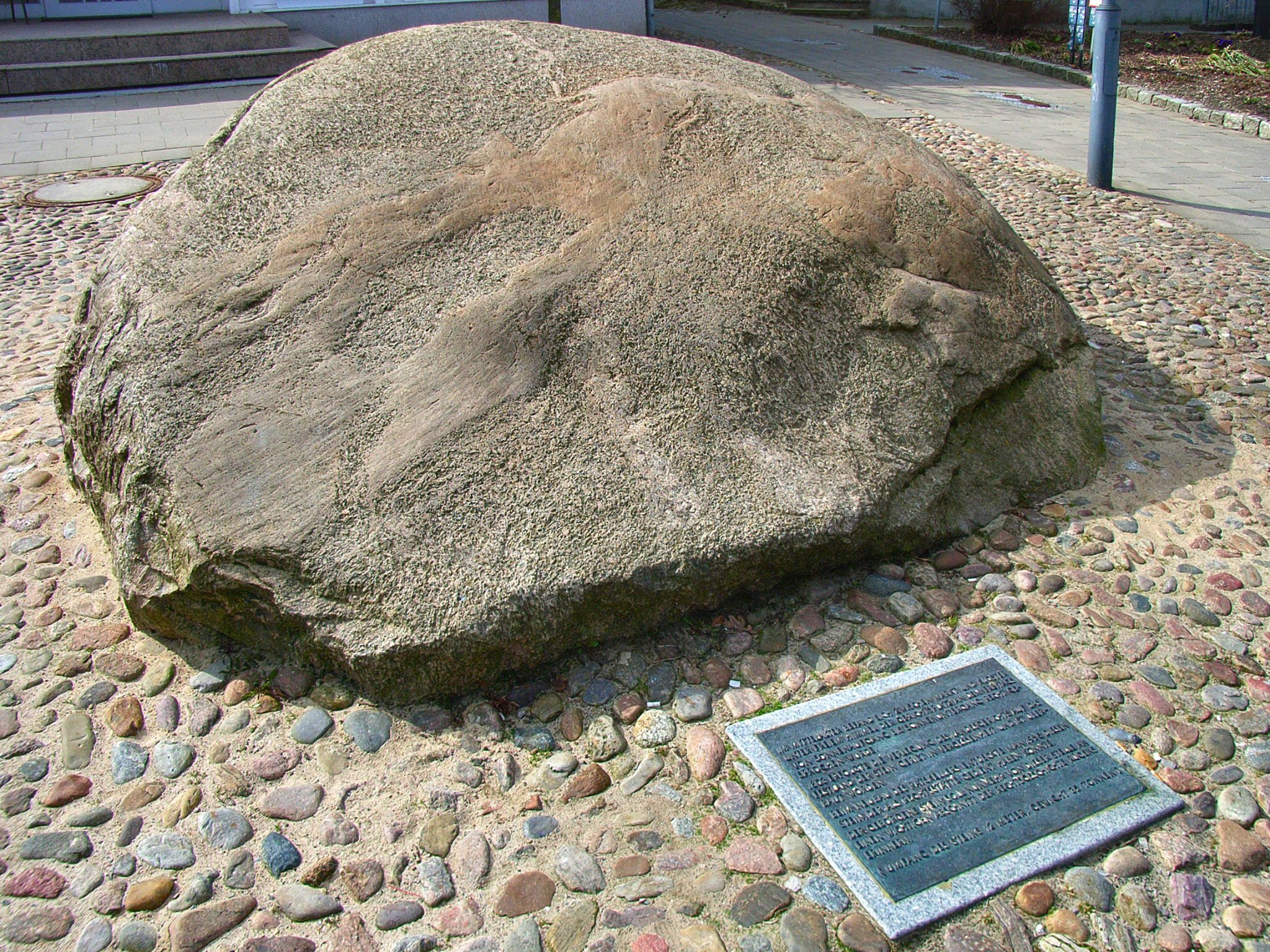
Der Findling Bergen am Markt

Der Findling Bergen liegt am Markt der Stadt Bergen auf Rügen auf der Insel Rügen in Mecklenburg-Vorpommern. Er ist mit den Gletschern der Letzten Eiszeit in die Nähe des heutigen Standortes transportiert worden.

## Größe und Beschaffenheit
Der rund 41 Tonnen schwere Findling hat ein Volumen von 15 m³ und ist 3,9 m lang, 3,6 m breit und 2,1 m hoch und hat einen Umfang von 14 m. Laut Plakette vor dem Stein hat er eine Masse von 35 t.
Er besteht aus Gneis unbekannter Herkunft. Auffallend sind die helleren Gänge aus granitischem Gestein, die den Findling durchziehen.

## Kulturhistorische Bedeutung
Der Stein lag bis 1996 etwa 60 m weiter südlich am Rand des Kirchplatzes. Er wurde bei Bauarbeiten unter alten Fundamentresten eines Gebäudes, das um 1700 als „Schließerey“ erbaut wurde und bis zur Mitte des 19. Jahrhunderts als Gefängnis diente, wiederentdeckt. Er lag zur Hälfte in gewachsenem Boden, die obere Hälfte lag früher frei. Der Stein wies vier Sprenglöcher auf, die wohl zu seiner Zerteilung dienen sollten. Letztendlich wurde er überbaut. Am äußeren Rand des Steines wurde ein älteres Keilloch gefunden, das zur Befestigung eines Podestes gedient haben könnte.
Aus alten Dokumenten geht hervor, dass an dieser Stelle Recht gesprochen wurde. Matthäus von Normann, der als Gerichtsschreiber für mehrere Landvögte von Rügen tätig war, beschrieb in seinem Werk Wendisch-Rügianischer Landgebrauch, einer Sammlung rügenscher Rechtsnormen, die er 1522 begann und bis zu seinem Tod im Jahr 1556 ergänzte, die Gerichtspraxis in Bergen. Das höchste Gericht auf Rügen war demnach der Bergener Stapel. Als Stapel bezeichnete man im Mittelalter die „Bühne“ (oft ein Gerichtsstein), von der der Richter das Urteil verkündete. Dieses fürstliche Gardgericht wurde wöchentlich auf dem Marktplatz vor dem Kirchhof unter freiem Himmel (by schinender Sunne) abgehalten. Aus all diesen Umständen lässt sich ableiten, dass es sich bei dem Findling um den frühmittelalterlichen Gerichtsstein von Bergen handelt.